# Renée Lemaire
Renée Lemaire, l'ange de Bastogne, née le 10 avril 1914 à Bastogne et morte le 24 décembre 1944, lors du siège de Bastogne, est une infirmière qui s'était portée volontaire pour soigner des soldats américains dans un dispensaire aménagé dans un établissement commercial à Bastogne. Elle périt à la suite du bombardement de l'antenne médicale, le soir de la Noël 1944 ,.

## Éléments biographiques

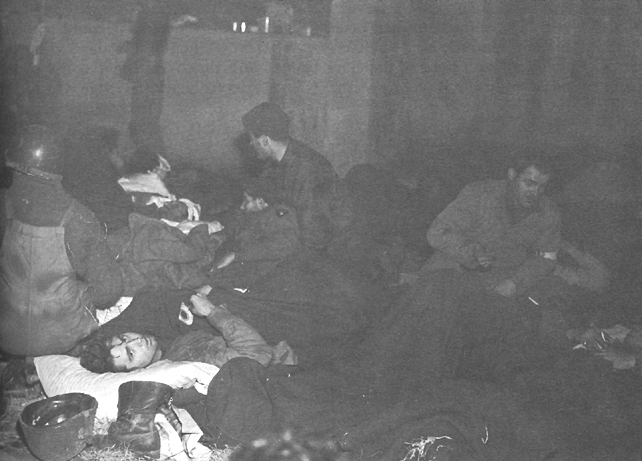
Des blessés américains dans un dispensaire de fortune durant le siège de Bastogne.

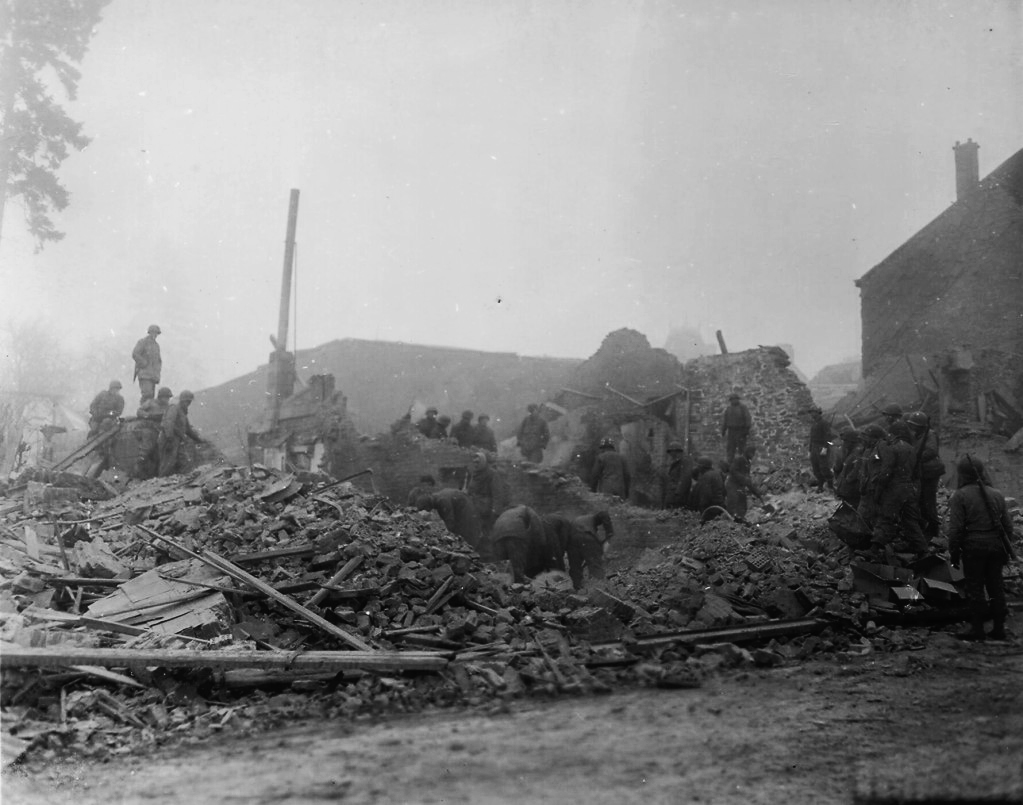
Après la destruction du dispensaire, les soldats américains fouillent les décombres.

Renée Lemaire, née à Bastogne, travaille à Bruxelles en qualité d'infirmière à l'hôpital Brugmann. Durant le congé de fin d'année, elle se rend chez ses parents à Bastogne. Elle est surprise par l'offensive allemande de la dernière chance. Le 20 décembre 1944, le siège de Bastogne est complet. L'aide médicale, le ravitaillement ne parviennent plus aux troupes américaines retranchées dans la ville. Le 21 décembre 1944, Renée Lemaire et une autre infirmière ayant fait la route depuis Louvain, Augusta Chiwy, se portent volontaires. Elles se présentent au capitaine-chirurgien Jack T. Prior du 20th Armored Infantry Battalion qui accepte leur aide.
Les Américains s'étant repliés depuis Noville sur Bastogne y installent un hôpital de fortune dans un ancien Sarma disposant d'une cuisine à l'arrière. 150 soldats américains y sont installés, les médicaments manquent. Augusta Chiwy et Renée Lemaire n'ont de cesse de venir en aide aux blessés.
Jack T. Prior, dans son rapport, explique que la nuit de la veillée de Noël, vers 20h30, le quartier fut illuminé comme en plein jour par des fusées éclairantes allemandes au magnésium, qu'un terrible bombardement s'ensuivit et qu'une des bombes tomba directement sur le dispensaire. Les soldats bivouaquant dans des maisons attenantes se sont alors précipités pour sauver les blessés ensevelis sous les décombres. C'est alors que le bombardier ayant fait demi-tour mitrailla les lieux du sinistre, manœuvre qu'il réitéra plusieurs fois. Quelques blessés purent être évacués de la cave par un soupirail avant que celle-ci ne s'effondre complètement. Une trentaine de corps seront extraits des gravats parmi ceux-ci, celui de Renée Lemaire.
Le docteur Prior ramènera personnellement la dépouille de Renée Lemaire à ses parents, enveloppée dans la toile de parachute qu'elle avait insisté de pouvoir récupérer, le matin même, pour s'en faire un jour, disait-elle, une robe de mariée.
Jack T. Prior introduit également une recommandation pour une citation. Il explique qu'une civile belge s'était portée volontaire pour servir comme infirmière et soigner plus de 150 patients dans un Bastogne totalement encerclé rendant toute évacuation et tout ravitaillement impossibles. « Cette fille a accepté de manière volontaire cette tâche herculéenne et travailla sans pouvoir se reposer ou se nourrir en suffisance jusqu'à la nuit de sa mort prématurée, le 24 décembre 1944 ». Il y explique avec quelle dévotion, elle nourrissait les blessés qui ne pouvaient le faire eux-mêmes, changeait leurs vêtements, distribuait les rares médicaments, les lavait et faisait en sorte qu'ils soient le plus confortablement installés, qu'elle était d'une grande aide pour les transfusions de plasma et d'autres actes professionnels, qu'elle œuvrait, enfin, à restaurer le moral de ces soldats pris dans cette terrible offensive. Sur cette base, il demande que la plus haute distinction accessible à un non-membre de l'armée américaine lui soit décernée pour l'aide inestimable apportée.
Un sergent dénommé William Kerby, qui connaissait Renée Lemaire, témoigne de ses derniers instants. Il logeait dans une maison à une trentaine de mètres en face du dispensaire de fortune. Il fut également surpris par les fusées au magnésium et par l'explosion énorme qu'il ressentit lorsque la bombe tomba sur le dispensaire. Il raconte qu'une fois sorti, il vit Renée Lemaire entrer et ressortir des décombres à plusieurs reprises pour finalement ne plus en ressortir du tout,.

## Reconnaissances
- Elle est faite Chevalier de l'Ordre de la Couronne à titre posthume, le 10 décembre 2010[6].
- En 1994, pour le cinquantième anniversaire de sa mort, une plaque est apposée sur le bâtiment reconstruit à l'emplacement du dispensaire au 21 de la rue de Neufchâteau à Bastogne[2].

## Documentaires
- Saison 1 épisode 6 de Band of brothers met en scène de manière romancée l'action et la mort de Renée Lemaire interprétée par Lucie Jeanne[7].
- Télétourisme, Guy Lemaire, Spéciale « les Grandes Dames de la Résistance » - L'Ange de Bastogne, Renée Lemaire, RTBF, 2014.